# Here Comes That Weird Chill
Here Comes That Weird Chill è un EP di Mark Lanegan, pubblicato nel 2003 come anticipazione dell'album Bubblegum.